# 埃拉雷纳尔
埃拉雷纳尔，是西班牙卡斯蒂利亚-莱昂阿维拉省的一个市镇。 总面积27km2, 总人口1059人（2001年），人口密度39人/km2。